# 英国王立防衛安全保障研究所
英国王立防衛安全保障研究所（えいこくおうりつぼうえいあんぜんほしょうけんきゅうしょ、英: Royal United Services Institute for Defence and Security Studies、略称RUSI）は、1831年に創設された防衛・安全保障分野における世界で最も古いイギリスのシンクタンク。本部はロンドン。現所長はレイチェル・エレフス。

## RUSI 日本特別代表部
RUSIは2012年、180年以上の歴史を持つ英国王立防衛安全保障研究所（Royal United Services Institute for Defence and Security Studies: RUSI）のアジア拠点としてRUSI Japanを東京に開設した。RUSI Japanは以来、日本と英国の安全保障関係を単なるパートナーの段階から同盟の段階へと引き上げるため、両国の安全保障コミュティーの関係強化に取り組んできた。その一環として、2013年10月、日本で初めて日英安全保障会議を開催し、その後も、東京とロンドンで定期的に会議を開催して両国の専門家同士が意見を交換する場を提供している。また、2020年の東京五輪に向けてテロ対策の専門家会議を開催し、テロ対策では世界で最も豊富な経験をもつ英国の知見を日本国内に発信した。そのほか、日本の直面する安全保障問題についても米国的な視点に偏らない英国的な視点から分析や情報を発信している。    
RUSIはこのような活動を通じてインド太平洋地域の安全に貢献することを目指している。RUSI Japanは2019年、日本特別代表部に格上げされ、活動を強化している。日本特別代表には、それまでRUSI Japanの所長を務めていた秋元千明（元NHK解説委員、大阪大学大学院招聘教授）が就任した。    